# R12 (Молдова)
Национальная республиканская автомобильная дорога общего пользования R12 (рум. Drumul public național republican R12) идёт  с северо-восточной части Республики Молдова на юг. Имея статус национальной дороги, дорога начинается на пересечении с республиканской дорогой R8 и соединяет Дондюшаны через Дрокию с Пелинией. Дорога также является одним из наиболее важных маршрутов, поскольку обеспечивает доступ к трём крупным городам на севере Молдовы: Дондюшаны, Дрокия и, после Пелинии через M5/E583, к второму международному аэропорту Молдавии - Бельцы-Лядовены и Бельцам.